# نادي اربوراث
نادي اربوراث (بالإنجليزية: Arbroath F.C.)‏ هو نادي كرة قدم بريطاني تأسس في 1878 ، يقع مقره الرئيسي في Arbroath ‏، ويلعب في دوري كرة القدم الاسكتلندي الدرجة الثانية ‏.

## وصلات خارجية
- الموقع الرسمي